# Plinthocoelium koppei
Plinthocoelium koppei är en skalbaggsart som beskrevs av Schmidt 1924. Plinthocoelium koppei ingår i släktet Plinthocoelium och familjen långhorningar. Inga underarter finns listade i Catalogue of Life.